# Imre Kiss
Imre Kiss (ur. 10 sierpnia 1957) – były węgierski piłkarz występujący na pozycji bramkarza. 

## Kariera klubowa
Kiss przez całą karierę piłkarską związany był z klubem Tatabánya Banyasz, którego barwy reprezentował w latach 1975–1990.

## Kariera reprezentacyjna
W 1982 roku Kiss został powołany do reprezentacji Węgier na Mistrzostwa Świata. Nie zagrał jednak na nich w żadnym meczu. W drużynie narodowej nie rozegrał żadnego spotkania.